# جوبي رايت
جوبي رايت (بالإنجليزية: Joby Wright)‏ مواليد 5 سبتمبر 1950، هو مدرب كرة سلة أمريكي ولاعب معتزل. بدأ مسيرته الاحترافية في سنة 1972. تم اختياره من قبل فريق سياتل سوبرسونيكس خلال الدرافت. يبلغ طوله 6 قدم 8 بوصة (2.0 م). اعتزل اللعب في 1978.

## روابط خارجية
- جوبي رايت على موقع إن بي أي (الإنجليزية)
- جوبي رايت على موقع سبورتس رفرنس (الإنجليزية)
- جوبي رايت على موقع كلية كرة السلة في سبورتس رفرنس.كوم (الإنجليزية)
- جوبي رايت على موقع ريلجم (الإنجليزية)
- جوبي رايت على موقع بروبوليرز (الإنجليزية)
- جوبي رايت على موقع كلية كرة السلة في سبورتس رفرنس.كوم (الإنجليزية)